# Pseudagrion glaucescens
Pseudagrion glaucescens là một loài chuồn chuồn kim thuộc họ Coenagrionidae. Loài này có ở Angola, Bénin, Botswana, Burkina Faso, Cameroon, Chad, Bờ Biển Ngà, Gambia, Ghana, Guinea, Kenya, Liberia, Malawi, Mozambique, Namibia, Nigeria, Senegal, Sierra Leone, Tanzania, Togo, Uganda, Zambia, Zimbabwe, và có thể cả Burundi. Môi trường sống tự nhiên của chúng là xavan khô, xavan ẩm, vùng cây bụi khô khu vực nhiệt đới hoặc cận nhiệt đới, vùng cây bụi ẩm khu vực nhiệt đới hoặc cận nhiệt đới, và sông ngòi.